# Hybodera debilis
Hybodera debilis là một loài bọ cánh cứng trong họ Cerambycidae.